# Садов (село)
Са́дов (укр. Садів) — село в Торчинской поселковой общине Луцкого района Волынской области Украины.
Код КОАТУУ — 0722886001. Население по переписи 2001 года составляет 830 человек. Почтовый индекс — 45640. Телефонный код — 332. Занимает площадь 1,67 км².